# جاد الكريم الجباعي
جاد الكريم شرف الجباعي (SHARAF AL JBAEE JAD AL KARIM) من مواليد 1 / 1 / 1945.
كاتب وباحث من سوريا، (يوقع كتاباته وأبحاثه وكتبه باسم [[جاد الكريم الجباعي]])، مجاز في علوم اللغة العربية وآدابها، من جامعة دمشق، العام الدراسي 1968 - 1969. عمل مدة عشرين عاماً في التعليم الثانوي، في ثانويات اللاذقية ودمشق والسويداء. استقال من التعليم عام 1982، وعمل في هيئة الموسوعة العربية محرراً ومدققاً لغوياً، مدة خمسة عشر عاماً، فحرر ودقق معظم أجزاء الموسوعة العربية الأم، وبعض الموسوعات المتخصصة، كالموسوعة الطبية والموسوعة القانونية والموسوعة الاقتصادية، وكتب عدة بحوث في الموسوعة الأم. ثم عمل باحثاً في المركز السوري لبحوث السياسيات، بدمشق، وبيروت.
جاد الكريم الجباعي (1945 - ....)
مقدمة:
تخرّج جاد الكريم الجباعي في دار المعلمين العامة بالسويداء، جنوبي سورية، عام 1965، وتابع دراسته الجامعية في جامعة دمشق، وتخرّج في علوم اللغة العربية وآدابها عام 1968 - 1969. عمل معلماً، ثم مدرّساً في مدارس وثانويات القنيطرة واللاذقية والسويداء ودمشق حتى عام 1982، إذ استقال من مهنة التعليم، وعمل مدققاً لغوياً ومحرراً في هيئة الموسوعة العربية بدمشق من عام 1988 حتى عام 2003، ثم تفرغ للبحث والتأليف. 
تجربته السياسية:
ارتبطت تجربته الثقافية بتجربة سياسية غنية، بدأت بانخراطه في حركة الوحدويين الاشتراكيين الناصرية، إثر انفصال سورية عن مصر، ثم في الاتحاد الاشتراكي العربي، الذي كان يقوده المفكر القومي الراحل جمال الأتاسي، ثم في حزب العمال الثوري العربي، من عام 1972 حتى عام 1996. في هذه الأثناء تعرّف بالمفكرين النقديين إلياس مُرقص وياسين الحافظ وتأثر بأفكارهما، كما تأثر بالمفكر المغربي عبد الله العُروي.
مشاركاته:
شارك في الحراك الديمقراطي الذي شهدته سورية أعوام 2001، 2002، 2003 والذي عُرف بظاهرة "ربيع دمشق"، فكان من مؤسسي لجان إحياء المجتمع المدني ومنتدى جمال الأتاسي للحوار الديمقراطي، وجمعية حقوق الإنسان في سورية، وكان واحداً ممن صاغوا الرؤى الفكرية ـ السياسية لهذه الأطر والتعبيرات.
مشروعه الفكري:
ظل الجباعي منسجماً مع الأيديولوجية القومية الناصرية حتى تعرف إلى المفكر الماركسي النقدي إلياس مُرقص عام 1970، وانتسب إلى حزب العمال الثوري العربي الذي كان يتبنى الماركسية اللينينية مرجعاً فكرياً والثورة القومية الديمقراطية رؤية سياسية، لكنه بدأ يتلمس هيمنة السياسة على الثقافة، وجفاف نسغ الأخيرة بسبب هذه الهيمنة، فراح يدعو إلى استقلال الثقافة واستعادة وظيفتها التنويرية ورسالتها الوطنية الديمقراطية والإنسانية، ولا سيّما بعد تبلور النسق الشمولي، الذي حول الفكر إلى عقيدة مغلقة والثقافة إلى إعلام كاذب وناقص، بعد تصالح التيار القومي مع التقليد، ومولد ما سمي «التقليدوية الجديدة»، ذات البنية الإيمانية، وانكشاف دوغمائية التيار الماركسي في المنهج وتبعيته في الفكر والسياسة «للكنيسة السوفياتية».
في هذا المناخ الذي اتسم بسيطرة الدولة السلطانية المحدثة (الدولة التسلطية) سياسياً، وبانبعاث التاريخ العربي ما قبل الكولونيالي اجتماعياً، بما يحمله هذا التاريخ من تذرر وتخلع وانقسامات عمودية: عشائرية وإثنية ومذهبية وطائفية تمنع عملية تكوّن مجتمعات حديثة أو تعوّقها في أحسن الفروض، كان الجباعي من المفكرين العرب الذين رفعوا راية الفكر النقدي وتابعوا بسط مبادئه ومفاهيمه في مواجهة الوعي الأيديولوجي السائد، فعمل على نقد الأيديولوجيات والأحزاب الأيديولوجية، لا بدلالة أيديولوجية مضادة، ولا بدلالة اتساق الفكر مع ذاته، بل بدلالة اتساق الفكر مع الواقع ومنطقه الجدلي. 
في عقدي السبعينيات والثمانينيات كانت الحركة الوطنية الديمقراطية في سورية محاصرة بالاستبداد من جهة، والعزوف الشعبي من جهة أخرى، فانشغل الجباعي بكيفية الانعتاق من هذه الوضعية/الإشكالية، وإعادة تأسيس السياسة، بوصفها حقلاً عاماً مشتركاً بين جميع المواطنين يتجاوز الرؤى الأيديولوجية الضيقة. ومع أن  الحزب كان مركز اهتمامه وانشغاله في هذه الفترة، وكان بيته في دمشق ملتقى نشطاء الحركة الوطنية من مختلف الاتجاهات ومن جميع المحافظات السورية، كتب مجموعة من المقالات المهمة حول الفكر السياسي والوحدة العربية والفكر القومي وقضية فلسطين والتجزئة القومية والديمقراطية والإسلام السياسي في مجلة «الوحدة» التي كانت تصدر في المغرب عن المجلس القومي للثقافة. وكان تأثير إلياس مُرقص وياسين الحافظ وعبد الله العُروي واضحاً فيها من خلال مفاهيم التأخر التاريخي والوعي المطابق والاندماج القومي والعلمانية والديمقراطية وحقوق الإنسان وجهاد المعرفة وحرية  الفكر والضمير والمجتمع المدني وسيادة القانون وسيادة الشعب...الخ. بمعنى آخر لقد كانت السياسة عنده مرتبطة بالثقافة الحديثة والفكر النظري، النقدي المؤسس على مبادئ الليبرالية وقيمها ومناهجها، بصفتها النسغ الحي للماركسية، ماركسية ماركس، التي عارض بها الماركسية السوفييتية وماركسية الأحزاب الشيوعية..
مساهماته الفكرية:
أصدر كتابه الأول «حرية الآخر»، نحو رؤية ديمقراطية للمسألة القومية، عام 1995، وفيه مجموعة من الأبحاث المهمة حول المسألة القومية ومضامينها الديمقراطية، العلمانية، الإنسانوية وحول التجزئة والوحدة وقضية فلسطين والتبعية، وإشكاليات التأخر التاريخي، وكذلك عن المسألة القومية في فكر إلياس مُرقص وياسين الحافظ، وفي هذا الكتاب تابع عملية البسط والإغناء والارتقاء بمفاهيم الخط القومي الديمقراطي العلماني وأفكاره، في مواجهة الثوابت الميتافيزيقية الخالدة للتيار القومي العربي الذي انجبل مع الاستبداد والتأخر والتحق بالتيار الإسلامي/ الأصولي.
يعيد الجباعي تفكيك إشكالية الهوية القومية التي نمت «كعقدة هوية» في سياق اللياذ بالماضي والدفاع الوهمي عن الذات المهزومة أمام الخارج، ليضع الهوية، بما هي وحدة الاختلاف، على خط المستقبل، بوصفه ممكنات الواقع،  وفي سياق مشروع نهضوي ديمقراطي أساسه وحدة المجتمع المدني والدولة الوطنية، دولة الحق والقانون وقهر التأخر وكسر حلقة التبعية وتحقيق الاندماج القومي والاجتماعي ووحدة الأمة. لقد أحال الفكر القومي التقليدي مفهوم الهوية إلى جوهر ثابت وسرمدي، في حين أن الهوية تتأسس وتنمو في مجال التاريخ؛ تاريخ إنتاج البشر لوجودهم الاجتماعي والسياسي والأخلاقي، فترتبط بذلك بفكرة التقدّم وبالفاعلية الإنسانية، فهوية الأمة، عنده، هي ما تنتجه الأمة، على الصعيدين المادي والروحي.
ويعيد كذلك بناء ثنائية الوحدة/ التجزئة في الفكر القومي، الذي بنى تصوراته الوحدوية على أساس أن الوحدة هي نقيض التجزئة الاستعمارية، فيرى أن التجزئة القومية التي تعاني منها الأمة العربية هي رمز لسيرورة نقض الوحدة القومية، وليست نقيضها بالمعنى الجدلي ـ التاريخي، هي رمز لعملية تفككها وتحللها وتفكيكها وتدميرها. النقيض الجدلي ـ التاريخي للوحدة العربية، ولأي وحدة على الإطلاق، هو التعدد والاختلاف، اللذان يضعان الفروق الضرورية الملازمة التي من شأنها أن تتحوّل في مجرى الصيرورة التاريخيّة إلى فروق قطبية أي تناقضية، تناقضها جدلي.
إن صياغة إشكالية الوحدة العربية في نظره، على أساس جدل الوحدة والتعدد والاختلاف والتناقض، يُحدّد، على نحو قاطع، الأسس الموضوعية والواقعية التي ترتكز عليها العقلانية والعلمانية والديمقراطية بوصفها حاجات ضرورية وشروطاً لازمة لإطلاق حركة التقدّم، التي هي حركة توحيد وتحديث بالتلازم الضروري. فإنه من دون العقلانية في أعلى ذراها المعاصرة لا يمكن الخروج من عصر الأيديولوجيا، ومن دون العلمانية لا يمكن حل مسألة الأقليات الدّينيّة والمذهبية، ومن دون الديمقراطية لا يمكن حل مسألة الأقليات القومية، ومن دون هذه جميعاً متلازمة ومترابطة، ومتجادلة، لا يمكن تحقيق الاندماج القومي وسيادة الشعب وإطلاق حركة التقدّم والانعتاق. 
في عام 2003 أصدر «قضايا النهضة»، الذي عالج فيه موضوع حقوق الإنسان في الفكر العربي المعاصر، ودمج قضية حرية الفرد وانعتاقه بقضية التحرر الاجتماعي والاقتصادي والسياسي، مروراً بالإحاطة بمسألة العلمانية في خطاب النهضة العربية. وربط قضية المرأة بقضية الإنسان وقضية المجتمع، وربط الديمقراطية بنظرية المعرفة والمنهج الديالكتيكي، فضلاً عن التأسيس لمشروعية الحوار في الفكر والأخلاق والسياسة، الحوار المنبثق من العقل والروح والوجدان والضمير، ذلك لأن الحوار هو المدخل الضروري إلى الإصلاح الديمقراطي لأوضاع مجتمعاتنا ودولنا وأوطاننا التي أوصلها الاستبداد إلى مفترق: إمّا الإصلاح الديمقراطي وإمّا الكارثة، إمّا الديمقراطية وإمّا التوحش والهمجية، إمّا نجاة المجتمع أو غرق الجميع.
ويدعو في كتابه «المجتمع المدني / هوية الاختلاف» إلى معارضة الوعي الأيديولوجي المستلب والزائف بالوعي النقدي المستند إلى وعي الواقع ومنطق التاريخ وإلى قوانين العقل الكونية، وإلى وضع المذهب الجدلي في مواجهة المذهب الوضعي وتجلياته الفكرية والسياسية.
ويقوم بربط مفهوم المجتمع المدني بأصوله الليبرالية والتنويرية، أي ليبرالية القرنين السابع عشر والثامن عشر، التي يميّزها عن الليبرالية الجديدة ـ أيديولوجية الإمبريالية الأمريكية ـ القائمة على دكتاتورية الإعلام ودكتاتورية السوق والغطرسة العسكرية، والتي لا ترى في المجتمع المدني سوى شبكة من المنظمات غير الحكومية والهويات ما قبل الوطنية متمفصلة مع السوق. فإن سيرورة نمو المجتمع المدني ونشوء الدولة الوطنية/ القومية، عنده، هي سيرورة نمو الحرية وانبساط جدلها الداخلي، جدل الحرية الذاتية، التي يُجسّدها المجتمع المدني، والحرية الموضوعية، التي تـُجسّدها الدولة الوطنية، أو التي يُجسّدها القانون، بصفته ماهية الدولة، أي بصفته حرية موضوعية. والمركب الجدلي من هذين الحدين (المجتمع المدني والدولة الوطنية) هو الأمة بوصفها وعياً أخلاقياً؛ فالنظام الأخلاقي الذي تتأسس عليه الأمة الحديثة هو نفسه أساس المجتمع المدني وأساس الدولة السياسية. وفي هذا المضمار يعيد بناء العلاقة بين الفكر والأخلاق والسياسة، لأن المجتمع المدني والدولة الوطنية معاً هما «الإنسان مموضعاً» بتعبير ماركس، والإنسان كائن عاقل وأخلاقي وكائن سياسي، في الوقت ذاته. الأمة الحديثة في نظره هي نسيج تاريخي لحمته القانون الوضعي والنظام الأخلاقي، اللذين يُعبّران عن العقد الاجتماعي، لا الأعراف والعادات والتقاليد، ولا الشرائع الدّينيّة، ولا وحدة الأصل، ولا وحدة اللغة.
يضع الجباعي حداً لهرطقات مثقفي السلطات الاستبدادية التي تدّعي أن المجتمع المدني هو ظاهرة من ظاهرات العولمة الرأسمالية لإضعاف الدولة الوطنية، فالدولة الوطنية التي يفرزها المجتمع المدني هي تجريد عموميته، أولاً، لأنها دولة جميع المواطنين بصفتها دولة تعاقدية على مبادئ الحق والقانون، وهي دولة علمانية، ثانياً، أي أنها محايدة حياداً إيجابياً تجاه الأديان والمذاهب والأيديولوجيات والثقافات، فلا يجوز بأي حال من الأحوال أن تكون دولة حزب بعينه أو دولة فئة بعينها، وإلا فإنها تفقد صفة العمومية وتكف عن كونها كائناً سياسياً وأخلاقياً، وتحديداً ذاتياً للشعب وتجسيداً لوحدة التعدد والاختلاف القائمة في المجتمع المدني. عمومية الدولة وعلمانيتها هما عنوان حداثتها وهما المقدّمتان الضروريتان لكي تنمو الدولة السياسية وتتحوّل إلى دولة ديمقراطية.
ويرى أن المجتمع المدني والدولة الوطنية قطبان جدليان تتوسطهما الأمة الحديثة؛ وأن السياسة مسعى دائماً لتحسين شروط الحياة الاجتماعية وتحقيق مصالح ملموسة لجميع فئات المجتمع، وأن تسييس الفكر والثقافة، كتسييس الدين، يُنتج بنى أيديولوجية مغلقة ومتنافرة تعيد إنتاج الاستبداد وتعززه، وكذلك الحال عند تسييس العروبة، ومن ثم فإن الوحدة المنشودة ليست وحدة العرب، بل وحدة الدول العربية القائمة بالفعل، وشرط تحقيقها هو تحوّل كل واحدة من هذه الدول إلى دولة وطنية ديمقراطية تدفعها مصلحة شعبها إلى الوحدة أو الاتحاد، على غرار الاتحاد الأوروبي.
أهم مؤلفاته:
-        حرية الآخر (1995).
-        حوار العمر، أحاديث مع إلياس مُرقص (1999).
-        قضايا النهضة (2003).
-        المجتمع المدني هوية الاختلاف (2003).
-        المسألة الكوردية، حوارات ومقاربات (2007)
-        وردة في صليب الحاضر، نحو دولة وطنية وعروبة ديمقراطية (مخطوط)
-        دراسات نقدية في الفكر والسياسة (مخطوط)
شارك مع زملاء في عدة كتب منها: «مصائر الحزب السياسي في الوطن العربي، الحركات الإسلامية» و«الديمقراطية وحقوق الإنسان في سورية» و«مشاركة المرأة العربية في الحياة السياسية» و«فلسفة التحرر القومي العربي» و «حقوق الإنسان في الفكر العربي المعاصر». كما شارك في عدة ندوات ومؤتمرات فكرية. ويدير موقعاً إلكترونياً هو «سؤال التنوير»، عنوان الإلكتروني: www.assuaal.com.
________________________
المراجع:
1-      جاد الكريم الجباعي، قضايا النهضة، ط1، دمشق: دار علاء الدّين، 2003.
2-      جاد الكريم الجباعي، المجتمع المدني هوية الاختلاف، ط1، ]دمشق[: دار ترقا، 2003.
3-      جاد الكريم الجباعي، حرية الآخر، ط1، دمشق: دار حوران، 1995.
(منير الخطيب)
اهتماماته الثقافية:
يكتب في الفلسفة المدنية وعلم الاجتماع العام وعلم الاجتماع السياسي. ومهتم بوجه خاص بقضايا العلمانية والديمقراطية والمجتمع المدني وحقوق الإنسان، والفلسفة النقدية الجديدة، ولا سيما الفلسفة النقدية النسوية، وكتب في هذا المجال كتاباً بعنوان «فخ المساواة» وعدداً من البحوث والمقالات، في مجلات وصحف عربية، منها مجلة الجديد وصحيفة العرب.
ألف اثنين وعشرين كتاباً، نشر منها ثمانية عشر كتاباً، واشترك مع بعض زملائه في تأليف عدة كتب، ونشر عدداً من الدراسات والبحوث في مجلات عربية متخصصة، بعضها مجلات محكَّمة ، وعشرات المقالات في صحف عربية مختلفة.
مؤلفاته:
حرية الآخر (دار حوران، دمشق، 1995)
جدل المعرفة والسياسة، حوار مع الياس مرقص، (دار حوران، 1993)
المجتمع المدني هوية الاختلاف، ط 2، (دار علاء الدين، دمشق، 3003)
قضايا النهضة (دار علاء الدين، دمشق، 2004)
طريق إلى الديمقراطية (الريس للكتب والنشر، بيروت، 2010)
أطياف الأيديولوجية العربية (دار النايا، 2011)
حداثة بلا حدود .. في حرية الفرد (دار النايا، 2012)
وردة في صليب الحاضر (دار الفرات، بيروت 2013)
المسألة الكوردية .. حوارات ومقاربات (السليمانية، شمالي العراق، 2009)
من الرعوية إلى المواطنة (دار أطلس، بيروت، 2014)
فخ المساواة، تأنيث الرجل تذكير المرأة، مؤسسة مؤمنون بلا حدود، الرباط، 2018)
في الدولة الوطنية الحدية، نقد الكتابة على جلود البشر، (دار التنوير، 2011)
ياسين الحافظ معاصراً، إعداد وتقديم ومشاركة، دار ميسلون 2015)
الانتماء والتواصل، مقاربات في المسألة الوطنية، (دار ميسلون غازي عنتاب، 2018)
مقدمات من أجل التنوير، دار ميسلون، 2017.
نشاطه السياسي: 
انتسب باكراً إلى حركة الوحدويين الاشتراكيين (1962)، ثم إلى حزب الاتحاد الاشتراكي العربي (حزب معارض) (1964)، ثم إلى حزب العمال الثوري العربي، (المعارض) (1972)، وكان عضواً في قيادته المركزية ومكتبه السياسي ورئيساً لمكتبه الثقافي.
أسهم في تأسيس لجان إحياء المجتمع المدني في سوريا، والجمعية السورية لحقوق الإنسان. كما أسهم تأسيس منتدى جمال الأتاسي للحوار الديمقراطي بدمشق، ومنتدى المرأة، وكان عضواً في مجلس إدارته إلى جانب الدكتور صادق جلال العظم وعدد من السيدات المحاميات، ومنتدى حقوق الإنسان في بلدة صحناها. وأسس حركة «علمانيون ديمقراطيون» (2012)، وأدار صفحتها على فيس بوك. وهو مؤسس ومدير موقع «سؤال التنوير».
من أهم البيانات السياسية وقع عليها، مع مثقفين سوريين وشكلت صداماً مباشراً مع سلطة الأسد:
·       بيان الـ 52 احتجاجاً على مشاركة الجيش السوري في حرب الخليج الأولى 1991.
·       بيان الـ 99 للمطالبة بإصلاحات ديمقراطية (2000)
·       بيان الـ 1000، أو وثيقة لجان إحياء المجتمع المدني، التي نددت بالتسلط والاستبداد، وتضمنت برنامجاً للإصلاح، وكان لها أثر مهم في نشوء المنتديات في جميع أنحاء سوريا (2001 – 2003)
وكان عضواً في منتدى الإصلاح العربي بجامعة الإسكندرية، وعضواً في المؤتمر القومي العربي. وشارك في عدد من الندوات الفكرية والمؤتمرات العلمية (المؤتمر الفلسفي بعمان ومؤتمر علم الاجتماع بقطر). وألقى عشرات المحاضرات في المراكز الثقافية والمنتديات، في سوريا والأردن ولبنان.
ظل يعمل باحثاً في المركز السوري لبحوث السياسات ببيروت، وأعد له عدداً من الأوراق الخلفية، من أهمها: حالة الإنسان في سوريا، الاغتراب، رأس المال الاجتماعي، رأس المال الثقافي، مبادئ الحوار وأخلاقياته والمؤسسات والهياكل التعليمية في سوريا، حتى اضطر إلى مغادرة سوريا.